# 住民監査請求
住民監査請求（じゅうみんかんさせいきゅう）とは、地方公共団体にて違法若しくは不当な財務会計上の行為があると認められる場合に、その住民が居住する地方公共団体の監査委員に対して、監査ならびにその行為に対する必要措置の実施を請求することができる日本の制度である。住民監査請求を受けた地方公共団体の監査委員は60日以内に監査した結果を請求人へ通知しなければならない。
請求内容要件を満たした上で請求で指摘された内容や根拠から違法性や不当性が認められる「認容」、請求内容に要件不備がある「却下」、請求人の主張に根拠がないと判断した「棄却」がある。請求内容が要件を満たした「認容」として、監査委員が行政に勧告することは申請全体の約5％程度である。
また「違法」と「不当」の違いは、違法が「法令の規定に違反すること」、不当が「違法ではないものの行政上実質的に妥当性を欠くこと又は適当でないこと」をいう。
該当地方自治体の選挙権を持つ者らの一定数以上の署名を必要とする直接請求 (事務監査請求)とは異なる制度である。住民監査請求は地方自治法（1947年法律第67号）第242条が根拠法である。
- 以下、地方自治法については条数のみ記載する。

## 目的
住民監査請求制度の目的は、住民からの請求に基づいて、地方公共団体の執行機関又は職員の行う違法・不当な行為又は怠る事実を防止・匡正し、又はこれらによって生じる損害の賠償等を求めることを通じて、地方公共団体の財務の適正を確保し、住民全体の利益を保護するためである。

## 請求権者
請求権者は、当該地方公共団体の住民である（地方自治法242条第1項）。
「住民」とは、当該地方公共団体の区域内に住所を有する者をいう（10条第1項）。
法律上の行為能力が認められる限り、当該地方公共団体の住民なら誰でも請求出来る。又、一人で行うこともでき、直接請求の様に一定数の連署をもって行う必要はない。
住民監査請求を行なった者でなければ、住民訴訟を提起する事は出来ない（住民監査請求前置主義）。

## 請求できる事項
監査委員は、毎会計年度少なくとも1回以上期日を定めて第1項の規定による監査をしなければならない（199条第4項）。
一方、242条第1項では地方公共団体の住民は、
- 当該普通地方公共団体の長若しくは委員会若しくは委員又は当該普通地方公共団体の職員について、
  - 違法もしくは不当な公金の支出、財産の取得、管理もしくは処分、契約の締結もしくは履行もしくは債務その他の義務の負担がある（当該行為がなされることが相当の確実さをもって予測される場合を含む。）と認めるとき、又は
  - 違法若しくは不当に公金の賦課もしくは徴収もしくは財産の管理を怠る事実（以下「怠る事実」という。）があると認めるときは、

これらを証する書面を添え監査委員に対し監査を求め、当該行為を防止、是正し、当該怠る事実を改め、当該行為若しくは怠る事実によって当該普通地方公共団体の被った損害を補填するために必要な措置を講ずべき事を請求する事が出来ると規定している。
なお、特別地方公共団体（特別区・地方公共団体の組合・財産区・合併特例区）についても242条の規定が準用されていて、それぞれ監査委員に対し、住民監査請求を行うことができる。ただし、地方公共団体ではない外郭法人（財団法人や各種公社など）については直接、住民監査請求を行うことができない。

## 請求できる期間
住民監査請求は、正当な理由がない限り当該行為のあった日又は終わった日から1年を経過したときは、請求することができない（242条第2項）。
ただし、怠る事実についてはこの規定の適用がないことが判示されている。

## 監査の方法
住民請求による監査委員の監査及び勧告は、242条第1項の規定による請求があった日から60日以内にこれを行なわなければならない（242条第5項）。監査及び勧告についての決定は、監査委員の合議によるものとされる（242条第8項）。
監査委員は、監査を行うに当たっては、請求人に証拠の提出及び陳述の機会を与えなければならない（242条第6項）。その陳述の聴取を行う場合又は関係のある当該普通地方公共団体の長その他の執行機関若しくは職員の陳述の聴取を行う場合において、必要があると認めるときは、関係のある当該普通地方公共団体の長その他の執行機関若しくは職員又は請求人を立ち会わせることができる（242条第7項）。
監査委員は、監査のため必要があると認めるときは、学識経験を有する者等から意見を聴くことができる（199条第8項）。

## 監査の結果通知
住民の請求により監査委員が監査を行い、請求に理由がないと認めるときは、請求は棄却となり理由を付してその旨を書面により請求人に通知するとともにこの結果を公表しなければならない。また、請求に理由があると認めるときは、当該普通地方公共団体の議会、長その他の執行機関又は職員に対し期間を示して必要な措置を講ずべきことを勧告するとともに、当該勧告の内容を請求した人に通知し、かつ、これを公表しなければならない（242条第4項）。
なお、住民監査請求があった場合において、
- 当該行為が違法であると思料するに足りる相当な理由があり、
- 当該行為により当該普通地方公共団体に生ずる回復の困難な損害を避けるため緊急の必要があり、かつ、
- 当該行為を停止することによつて人の生命又は身体に対する重大な危害の発生の防止その他公共の福祉を著しく阻害するおそれがないと認めるときは、

監査委員は、当該普通地方公共団体の長その他の執行機関又は職員に対し、理由を付して監査結果の公表の手続が終了するまでの間当該行為を停止すべきことを勧告することができる。この場合においては、監査委員は、当該勧告の内容を請求人に通知し、かつ、これを公表しなければならない（242条第3項）。
なお、時として適法な住民監査請求が監査委員に却下される事があるが、この場合は、直ちに住民訴訟を提起することができるし、再度の請求を行う事も可能である（判例：最三小平10（行ツ）68）。しかし、住民監査請求が適法であるかどうかは確定判決がでなければわからないので、適法な住民監査請求を却下されたと考えて住民訴訟を提起しても、判決で住民監査請求が違法であると認定される可能性がある。また、再度の請求が可能であっても、適法な請求を監査委員が確信的に繰り返し却下することもある。これらについては、却下についての住民訴訟を提起しつつ、訂正した再度の住民監査請求を行い、再度の住民監査請求の却下処分についての住民訴訟を提起して併合審理とすることで、最終的に裁判所が適法と認定した一つの住民監査請求についての住民訴訟提起が可能である。（東京地方裁判所 平成27年（行ウ）第377号、平成28年（行ウ）第69号）

## 認容・勧告の状況
総務省の全都道府県における住民監査請求の統計によると、2016-2017年度の2年間に住民監査請求された全294件中で、指摘された先が実際に相当に問題があると「認容」し、自治体の管理部門へ勧告にまでされることは2016年度に3件、2017年度に0件で、率としては約1%にとどまった。2018-2020年度は350件の請求のうち、勧告は18年度の1件のみで、率は0.3％にさらに低下した。

## 認容・勧告が出された近年の例
2015年度
- 長野県
森林組合を巡る補助金の不正受給問題があり[16]、補助金の交付決定取り消しや返還請求、再発防止策の着手を勧告したもの[17]

2016年度
- 東京都
前都知事の舛添要一が知事専用車を使用し、東京ドームでの野球観戦やNHKホールのコンサートに行ったことについて、公用車の私的使用と認め舛添への経費請求を勧告したもの[18]。知事の小池百合子が65,029円を請求し、納付された[19]。

- 長野県
上記の補助金不正受給問題で、国に補助金を返還しペナルティとして県に科せられた加算金について、関与した県職員への賠償責任などを検討し対処するよう求めたもの[20]。

- 滋賀県
滋賀県議会の2議員が政務活動費で、歴史小説の「炎環」や三国志関連のムック本などを購入していたことについて、議会事務局が定めたマニュアルに合致せず違法・不当だと認めこの2議員に計3,673円の返還を求めるよう滋賀県知事に勧告したもの[21][22]。

2018年度
- 兵庫県
作家の藤本義一が阪神淡路大震災で親を亡くした子のケアのために設立した施設「浜風の家」が2017年に閉館し、施設があった県有地が公募・入札で売却されたことについて、「官製談合があった」などとする住民監査請求があった。請求の多くを認めなかったが、入札公告で「建物基礎部分の撤去・移設などの費用負担は、兵庫県は一切行わない」という記載があったのに最終的に撤去を負担したことについては理由の説明などを勧告したもの[23][24]。県側は震災遺児らの心のケアの拠点となった施設を後世に残すために施設の木材を手作業で取り除いておもちゃ製作などに活用したため、残ったコンクリート部分は地下の基礎も含めまるごと重機で撤去するのが早くて安価だったことを回答した[23]。

2022年度
- 東京都
若年被害女性等支援事業で委託契約を結んだ一般社団法人colabo（仁藤夢乃代表）の会計報告に不正があったなどとする住民監査請求を受けて、2022年12月末に東京都は監査委員から再調査勧告された。調査の結果、事業費のうち約192万円は経費として認めなかったが、それら以外の約2713万円は経費として認めた。経費が委託費の上限2600万円を上回っていたため、Colaboに委託費の返還を求めることはなかった。

## 判例
- 損害賠償（通称　犀川町長損害賠償）(最高裁判例 昭和58年07月15日)
- 埼玉県議旅行損害賠償請求事件(最高裁判例 平成14年07月16日)
- 損害賠償請求事件(最高裁判例 平成14年09月12日)